# Rörtjärnen (Frostvikens socken, Jämtland, 714858-144827)
Rörtjärnen är en sjö i Strömsunds kommun i Jämtland och ingår i Ångermanälvens huvudavrinningsområde. Sjön har en area på 0,135 kvadratkilometer och ligger 376 meter över havet.

## Delavrinningsområde
Rörtjärnen ingår i det delavrinningsområde (714604-144946) som SMHI kallar för Utloppet av Västra Fiskåvattnet. Medelhöjden är 422 meter över havet och ytan är 30,43 kvadratkilometer. Räknas de 39 avrinningsområdena uppströms in blir den ackumulerade arean 186,26 kvadratkilometer. Sjulsån (Fiskån) som avvattnar avrinningsområdet har biflödesordning 3, vilket innebär att vattnet flödar genom totalt 3 vattendrag innan det når havet efter 280 kilometer. Avrinningsområdet består mestadels av skog (73 procent). Avrinningsområdet har 7,57 kvadratkilometer vattenytor vilket ger det en sjöprocent på 24,9 procent.